# Такахаси, Митиаки
Митиаки Такахаси (яп. 高橋 理明, 17 февраля 1928 — 16 декабря 2013) — вирусолог из Японии. Создатель вакцины против ветряной оспы.

## Биография
Митиаки Такахаси родился в 1928 году в Осаке. Получил медицинскую степень в Осакском университете. В 1959 году поступил на работу в Исследовательский институт микробных заболеваний при том же университете. После изучения штаммов кори и полиомиелита доктор Такахаси в 1963 году устроился работать в Бэйлорский университет и переехал в США.
В интервью газете Financial Times в 2011 году Митиаки утверждал, что на разработку вакцины против ветряной оспы его подтолкнула болезнь сына, который в 1964 переболел тяжёлой формой болезни после заражения от друга по играм.
В 1965 году Такахаси вернулся в Японию. Доктор начал выращивать живые, но ослабленные версии вируса оспы в клетках животных и человека. Полученный патоген не вызывал заболевание, но стимулировал иммунную систему вырабатывать антитела. К 1970 году Митиаки разработал первую версию вакцины. В 1972 году начались клинические исследования препарата. В течение нескольких лет Япония и другие страны начали широкомасштабные программы вакцинации. В США вакцину против ветряной оспы одобрили в 1995 году.
10 марта 1997 года доктору Такахаси была вручена премия VZV Research Foundation за научные достижения.
5 октября 2005 года в Японии учредили ежегодную премию, названную в честь Такахаси.
Он умер от сердечной недостаточности в 2013 году.
17 февраля 2022 года Google опубликовал дудл в честь 94-летия со дня рождения Такахаси.